# ذرات سنگین با برهم‌کنش ضعیف
در اخترفیزیک، ذرات سنگین با برهم کنش ضعیف (به انگلیسی: WIMPs) ذراتی هستند که ممکن است پاسخی برای مسئلهٔ مادهٔ تاریک باشند. این ذرات با نیروی ضعیف و گرانش برهم‌کنش دارند. چون با الکترومغناطیس برهم‌کنش ندارند، نمی‌توان آن‌ها را مستقیماً دید؛ و چون با نیروی هسته‌ای قوی برهم‌کنش ندارند، در مقابل هستهٔ اتم عکس‌العمل چشمگیری از خود نشان نمی‌دهند.

## آشکارسازی
یکی از ملحقات نظریهٔ استاندارد فیزیک ذرات به نام ابرتقارن (Super Symmetry)، پیشنهاد می‌کند که «ذرات سنگین با برهم کنش ضعیف» (WIMP) ممکن است جزء اصلی در مادهٔ تاریک سرد باشد. یکی از نامزدهای اصلی نوترالینو (Neutralino) است - (سبک‌ترین ذرهٔ ابر متقارن خنثی بنظر می‌رسد ماهیتش با ماهیت اتم‌های اطراف ما فرق می‌کند و ما فقط از روی اثر گرانشی آن به حقیقت آن پی می‌بریم. تا حدود ۲۰ میلیون سال پس از انفجار بزرگ، جهان تقریباً همگن بود اما تغییر بسیار کمی در وضعیت تعادلی سیستم باعث شد تا گرانش فرصت تشکیل ساختارهای بزرگی که امروزه قابل مشاهده می‌باشند را پیدا کند. بخش‌های چگال مواد اطراف خود را جذب کردند و چگال‌تر شدند و نواحی کم‌چگال به‌تدریج مواد خود را از دست دادند و عاری از ماده شدند. مادهٔ تاریک چاه‌های گرانشی در فضا ایجاد کرد و مادهٔ معمولی را به درون این چاه‌ها کشید. نوترالینوها کاندیدای مناسبی برای «مادهٔ تاریک سرد» می‌باشند که آهسته حرکت می‌کنند و می‌توانند برای تشکیل چاه گرانشی با هم تجمع کنند. اما این ذرات هنوز کشف نشده‌اند. بهترین مکان برای رؤیت نوترالینوها هستهٔ کهکشان‌ها است که چگالی مادهٔ تاریک بسیار بالاست) - در هر ثانیه میلیاردها WIMP می‌تواند از ما عبور کند! گاهی ممکن است که با هستهٔ یک اتم برهم‌کنش داشته، آن را به عقب براند - چیزی شبیه به برخورد یک توپ در حال حرکت بیلیارد و یک توپ ساکن. بر اساس اصول، اما با زحمت بسیار زیاد، این برهم‌کنش‌ها قابل آشکارسازی است.
برخی راه‌های ممکن در تشخیص عقب‌نشینی هسته‌ای، ناشی از برهم‌کنش WIMP، عبارت است از:
(۱) در نیمه‌هادی‌هایی چون سیلیسیوم و ژرمانیوم، با عقب‌نشینی اتم، بار الکتریکی آزاد می‌شود. این یونیزاسیون قابل تشخیص و اندازه‌گیری است.
(۲) در انواع مشخصی از کریستال‌ها و مایعات، موسوم به سینتیلاتور، با کم شدن سرعت اتم، برق‌هایی از نور تابش می‌شود. این نور، که مقدار آن به انرژی عقب‌نشینی بستگی دارد، به وسیله لامپ فتومالتی‌پلایر (PMT) قابل تشخیص است.
(۳) در کریستال، انرژی عقب‌نشینی به ارتعاشاتی موسوم به فونون (Phonon) منتقل می‌گردد. در دمای اتاق، این ارتعاشات در میان ارتعاشات القایی توسط حرارت گم می‌شود. اما با سرد کردن کریستال تا دمایی نزدیک به صفر، می‌توان آن‌ها را آشکار نمود.
هرچند که ممکن است در هر ثانیه یک میلیون WIMP از هر سانتی‌مترمربع عبور کند، اما بسیار به ندرت با یک هسته برهم‌کنش می‌نماید. برآورد می‌شود که در یک آشکارساز ۱۰ کیلوگرمی، در هر روز و به‌طور متوسط تنها یک برهم‌کنش رخ دهد. اوضاع وقتی بدتر است که بدانیم همواره با پرتوهای کیهانی بمباران می‌شویم. این پرتوها که از ماده معمولی ساخته شده‌اند، به آسانی برهم‌کنش می‌کنند؛ لذا هرگونه برهم‌کنش WIMP کاملاً پایمال می‌شود! یک راه که تعداد پرتوهای کیهانی ورودی به آشکارساز را بسیار کاهش می‌دهد آن است که آن را در اعماق زمین جای دهیم - مثلاً در عمق ۱٬۱۰۰ متری معدن بولبی پوتاش در شمال یورک‌شایر. در این عمق، لایه‌های صخره‌ای از هر یک میلیونپرتو کیهانی، تنها یکی را عبور می‌دهد، و این درحالی است که تنها سه عدد از یک میلیارد WIMP با هستهٔ تخته‌سنگ‌ها در بالای آشکارساز برهم‌کنش می‌نماید.
به‌علاوه، رادیو اکتیو طبیعی موجود در سنگ‌های اطراف آشکارساز با تولید نوفه، برهم‌کنش‌های WIMP را می‌پوشاند. از اینرو آشکارسازها را با سپر تابشی از سرب بسیار خالص، پوشش مسی یا پلی‌اتیلن می‌پوشانند، و ممکن است آن‌ها را در مخزن آب غوطه‌ور نمایند. آشکارسازها خود می‌توانند ذرات آلفا یا بتا تابش کنند، لذا بایستی در مورد مادهٔ سازندهٔ آن‌ها دقت ویژه‌ای مبذول داشت. لامپ‌های فتومالتی‌پلایر (به منظور آشکارسازی جرقه‌ها) نیز مشکلات خاص خود را دارند. هدایت‌کننده‌های نوری (Light Guide) جهت انتقال نور از کریستالی که برهم‌کنش در آن صورت می‌گیرد، مانند یدید سدیم، به لامپ‌های فتومالتی پلایر حفاظت شده مورد استفاده قرار می‌گیرد.

### کتابشناسی
- موریسون، ایان. درآمدی بر نجوم و کیهان‌شناسی. ترجمهٔ غلامرضا شاه‌علی. شیراز. شابک ۹۷۸-۶۰۰-۶۰۳۶-۲۵-۰.